# 서울의 탱고
"서울의 탱고"는 1987년에 개봉한 대한민국의 영화이다.

## 캐스팅
- 오혜림
- 김진
- 김동현
- 윤양하
- 유승무
- 권혁진
- 남포동
- 김미정
- 이인옥
- 김창현
- 이일영
- 이석철
- 이계인 (우정출연)